# Scheloribates polygonatus
Scheloribates polygonatus är en kvalsterart som beskrevs av Balogh och Sandór Mahunka 1974. Scheloribates polygonatus ingår i släktet Scheloribates och familjen Scheloribatidae. Inga underarter finns listade i Catalogue of Life.